# شهر خورشید (فیلم)
شهر خورشید (چکی: Sluneční stát) یک فیلم در ژانر کمدی-درام به کارگردانی مارتین شولیک است که در سال ۲۰۰۵ منتشر شد. از بازیگران آن می‌توان به پترا اشپالکووا، آنا شیشکووا، لوتسیه ژاچکووا، و آلیتسه نلیس اشاره کرد.
این فیلم نمایندهٔ کشور اسلواکی در هفتاد و هشتمین دوره جوایز اسکار بود و قبلاً دو شیر چک برای بهترین تدوین و بهترین موسیقی برده بود.